# Inula paniculata
Inula paniculata là một loài thực vật có hoa trong họ Cúc. Loài này được (Klatt) Burtt Davy mô tả khoa học đầu tiên năm 1935.